# EDM4S
EDM4S（Electronic Drone Mitigation 4 - System）もしくはEDM4S スカイワイパーは、リトアニアのNTサービス社によって開発・製造された携帯式対ドローン用電子戦機器。中・小型UAVに対し、通信システムと衛星誘導システムを電磁パルスで妨害することにより、UAVの制御を混乱させるように設計されている。

## 開発
EDM4Sは、リトアニアのカウナスに拠点を置くNTサービス社によって、2019年にロンドンで開催されたSecurity and Counter Terror Exhibitionで初めて展示された。また、NTサービス社はイスラエルのスカイロック社と提携しており、スカイロック社からは「スカイビーム（Skybeam）」という名称で提供されている。

## 設計

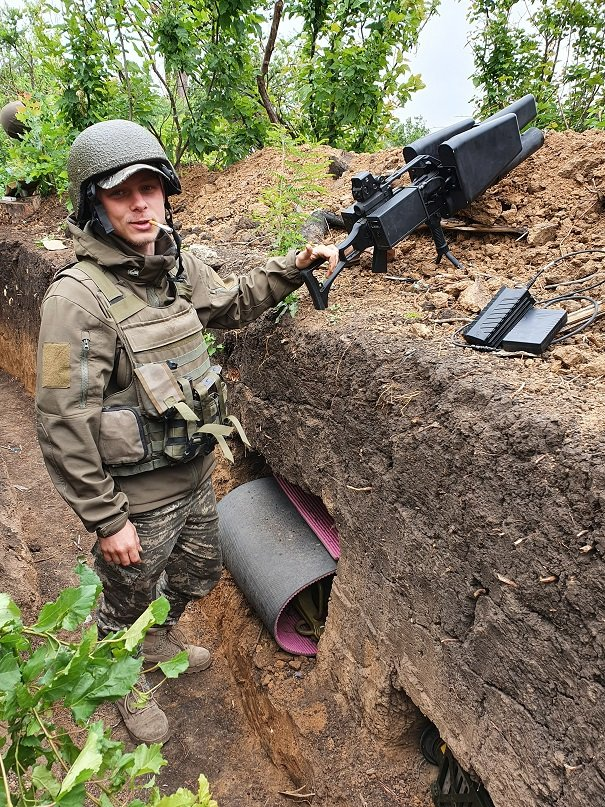
EDM4Sを持ったウクライナ兵（ロシアのウクライナ侵攻中の2022年に撮影）

EDM4Sは1名で運搬できる。オペレーターがEDM4SをUAVに向けて起動すると、UAVの無線通信を3から5キロメートルの範囲で妨害し、また衛星誘導も妨害する。これにより、UAVの自律飛行能力のレベルに応じて、そのまま墜落したり、制御された不時着陸を行ったり、以前のウェイポイントに戻ったり、通常どおりに動作を継続したりといった結果をもたらす。
EDM4Sには4または6本のアンテナを装着できる。標準的な構成では、通信用の2.4GHzおよび5.8GHz帯域用アンテナが各1本、GPS用の1.5GHz帯域用アンテナ1本、GLONASS用の1.5GHz帯域用アンテナ1本があり、それぞれ10ワット電力で動作する。
本体はアルミニウム製で、起動用のトリガーと光学照準器を含む「銃」部分はH&K G36自動小銃の形状を模している。重量は5.5キログラムで、ストックを伸ばした状態での寸法は長さ1050ミリ、厚さ220ミリ、高さ360ミリである（ストックを伸ばさない場合の長さは830ミリ）。動力は24ボルトのバッテリーで、最大で60分間動作できる。

## 運用史
初めて使用されたのは2021年で、派生型であるEDM4S-UA（単価15,000米ドル）がウクライナ紛争中のドンバスにおいて、ウクライナ軍から親ロシア分離主義勢力のドローンに対して使用された。その後、ロシアのウクライナ侵攻でさらに使用され、Eleron-3などのロシア製ドローンを無力化している。2022年6月、リトアニアは110台のEDM4S（156万米ドル相当）をウクライナに寄付した。

## 運用国
リトアニア
- リトアニア軍[10]

 ウクライナ
- ウクライナ軍：EDM4S-UA[9]

 ルーマニア
- ルーマニア軍：Skylock Skybeam[11]